# 界橋之戰
界橋之戰是中国东汉末年军阀混战时期，袁紹與公孫瓚為爭奪冀州而開打的戰爭，為各地諸侯爭奪地盤明顯化的第一次會戰。汉献帝初平二年（191年）冬，公孫瓚屯兵盤河，袁绍在界橋應戰。此戰之後雙方仍然爭戰不斷，先後發生龍湊之戰、巨馬水之戰，歷時兩年，以雙方互相耗盡兵糧及董卓借漢獻帝之名遣使和解告終。

## 背景
公孫瓚曾派其從弟公孫越領千餘人在阳城之战助战袁術對抗袁紹，為流矢所中而死。公孫瓚以此遷怒袁紹。袁紹初欲以自身勃海太守印綬給與公孫瓚從弟公孫範作為巴結，但公孫範轉為巴結公孫瓚。初平二年（191年），公孫瓚率二萬人大破黃巾軍。公孫瓚接著羅列袁紹十大罪狀，冀州諸城官員向公孫瓚投降。

## 戰鬥
在界橋以南二十多里外，公孫瓚三萬餘人並排，分左右兩翼各五千騎兵。中心主力為「白馬義從」（即公孫瓚以白馬所組成的騎射精兵）。麴義以「先登死士」八百步兵與弩兵數千人應戰。袁紹則集結數萬步兵在後。公孫瓚因麴義兵少而輕敵，命令騎兵進攻。麴義的步兵成功牽制公孫瓚的騎兵，並以弩兵射倒騎兵。斬殺嚴綱及千餘人。
公孫瓚兵退至界橋欲反攻，被麴義攻破。麴義攻至公孫瓚兵營，拔其牙門旗竿。至此公孫瓚軍隊完全崩潰。
《三國演義》則改為趙雲一槍刺死麴義，並突破界橋，與顏良、文醜對戰。後劉備趕到，袁紹被迫回營。
在袁紹數萬步兵與敵人混戰期間，公孫瓚殘餘騎兵攻至並包圍袁紹所在。當時袁紹只有數十強弩兵，百多持戟步兵。由於公孫瓚兵不知袁紹身份，不敢戀戰，在麴義引兵來救時即撤退。

## 結果
此戰對雙方都沒有做成重大損失，公孫瓚有能力在次年發動龍湊之戰、三萬人參與巨馬水之戰等。但袁紹於此戰中成功停止了公孫瓚的南侵，大大挫折了其銳氣。在南進形勢僵持不下之下，公孫瓚急於另圖出路，引發了後期殺害極有名聲的劉虞而失去人心。形勢由本來名正言順討伐有「十大罪狀」之名的袁紹變成謀害在朝廷位列三公至乎令外族臣服的劉虞的罪人，頓成眾矢之的，被袁紹反過來利用劉虞的兒子劉和打著正義旗號聯合烏桓及劉虞舊部圍攻公孫瓚。在元氣大傷下間接做成公孫瓚的覆亡。（詳見易京之戰）

## 時下引用
此戰在光榮真三國無雙系列的3、6代猛將傳中為袁紹傳關卡，在戰役中劉備會帶關羽和張飛前來幫助公孫瓚，儘管正史上他沒有這樣做。